# 国鉄8500形蒸気機関車
8500形は、かつて日本国有鉄道の前身たる鉄道院・鉄道省に在籍したテンダ式蒸気機関車である。

## 概要
元は、1905年（明治38年）に山陽鉄道が自社兵庫工場で2両を製造した、車軸配置2-6-0(1C)、ヴォークレイン4気筒複式の飽和式テンダ機関車である。山陽鉄道での形式は27形、番号は121, 122であった。1906年（明治39年）、山陽鉄道は国有化されたが、しばらくは山陽鉄道時代の形式番号で使用された。その後、1909年（明治42年）には鉄道院の車両形式称号規程が制定され、本形式は8500形（8500, 8501）に改められた。
基本的なプラクティスは1893年（明治26年）にボールドウィンで製作された5形（後の鉄道院8450形）に準拠しているが、寸法的には翌年に製造された28形（後の鉄道院3380形）とは各部の寸法が共通であり、後年の鉄道省C12形/C56形と同様の系列設計となっている。先従台車はビッセル式で、炭水車は25形後期形（後の鉄道院6100形）と同じものである。
本形式は、山陽線西部の勾配区間で使用され、配置は下関や柳井津であった。1923年（大正12年）1月に、廃車解体された。

## 主要諸元
- 全長 : 14,545mm
- 全高 : 3,734mm
- 全幅 : 2,540mm
- 軌間 : 1,067mm
- 車軸配置 : 2-6-0(1C)
- 動輪直径 : 1,372mm
- 弁装置 : スチーブンソン式アメリカ型
- シリンダー（直径×行程） : 292mm×559mm・483mm×559mm
- ボイラー圧力 : 12.7kg/cm2
- 火格子面積 : 1.58m2
- 全伝熱面積 : 89.6m2
  - 煙管蒸発伝熱面積 : 80.5m2
  - 火室蒸発伝熱面積 : 9.0m2
- ボイラー水容量 : 4.1m3
- 小煙管（直径×長サ×数） : 44.5mm×3,277mm×176本
- 機関車運転整備重量 : 41.31t
- 機関車空車重量 : 37.46t
- 機関車動輪上重量（運転整備時） : 35.50t
- 機関車動輪軸重（第2動輪上） : 12.12t
- 炭水車重量（運転整備） : 23.15t
- 炭水車重量（空車） : 11.46t
- 水タンク容量 : 4.50m3
- 燃料積載量 : 2.57t